# Новая Деревня (Шиловский район)
Новая Деревня — деревня в Шиловском районе Рязанской области в составе Лесновского городского поселения.

## Географическое положение
Деревня Новая Деревня расположена на Окско-Донской равнине у истоков реки Лучки в 34 км к юго-западу от пгт Шилово. Расстояние от поселка до районного центра Шилово по автодороге — 44 км.
К западу от деревни находится урочище Лисий Бугор и лесной массив (Темный Лес), к югу — небольшое озеро и большой массив леса (Шелуховский государственный заказник). Ближайшие населенные пункты — село Алехово, деревня Новоершово и поселок Муняковские Выселки.

## Население
По данным переписи населения 2023 г. в деревне Новая Деревня постоянно проживают 8 чел.

## Происхождение названия
Топоним при своем образовании обозначал недавно возникшую деревню. Новыми, Новинскими, Новлянами и так далее, не только раньше, но и сейчас, называют новообразованные поселения. «Новыми» они являются, естественно, относительно других, близлежащих.
В прошлом отмечалась следующая дифференциация: село — селение с церковью, сельцо — селение, в котором крестьяне живут с помещиком (помещиками) или находится господский дом; деревня — селение, в котором крестьяне живут без помещика. В наименовании Новая Деревня имеет место топонимизация номенклатурного географического термина деревня, что не носит обязательного характера.